# Ana (série)
Ana é uma série de televisão de comédia-dramática mexicana, criada e estrelada por Ana de la Reguera. A série é produzida pela Argos Comunicación e Viacom International Studios. Ela estreou em 20 de abril de 2020 no Comedy Central, e em streaming no PantaYA para os Estados Unidos e Porto Rico. Posteriormente, foi disponibilizado para toda a América Latina em streaming no Amazon Prime Video em 21 de abril de 2020, com um total de 10 episódios.

## Sinopse
Criada para ser bonita e famosa, a atriz Ana (Ana de la Reguera) tem uma crise da meia-idade ao perceber que sua vida não passa de uma fachada. Entre as muitas questões que precisa enfrentar, estão a maternidade, os relacionamentos fracassados e a dificuldade de conseguir bons papéis em Hollywood. Cansada de atender às expectativas de todos aos seu redor, ela embarca numa jornada de autodescoberta, explorando as muitas "Anas" que ela nunca ousou ser.

## Elenco
- Ana de la Reguera como Ana
- Tina Romero como Nena
- Paulina Dávila como Chock
- Tom Parker como Chic
- Carlos Miranda como Papasito
- Eduardo "Lalo" España como Manager
- Paly Duval como LatinTuber
- Salvador Sánchez como Bellboy
- Ali Gardoqui como Sis
- Augusto Gardoqui como Guti
- Andrés Almeida como Check